# Giovanni Antonio Amedeo Plana

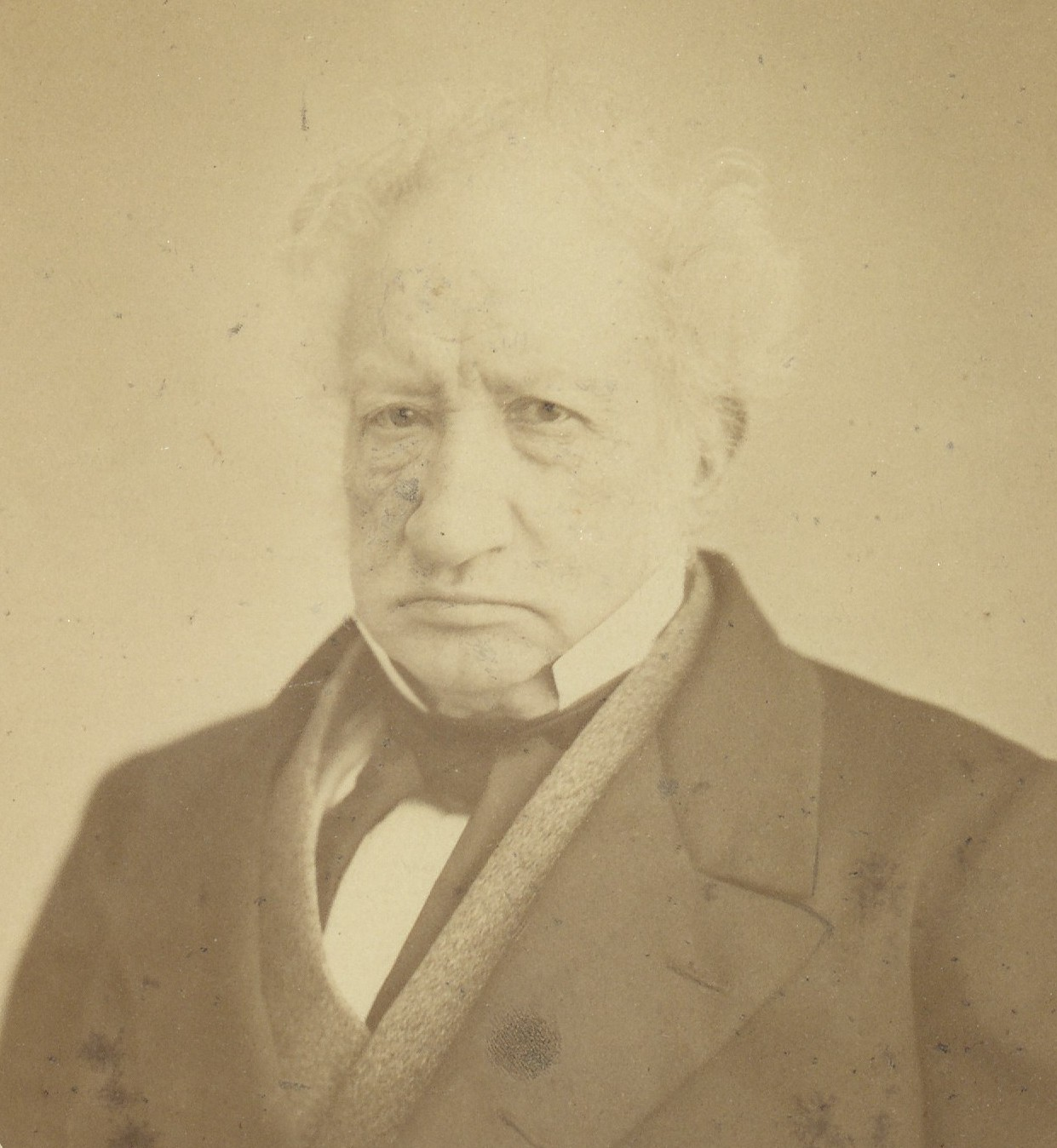
Giovanni Plana

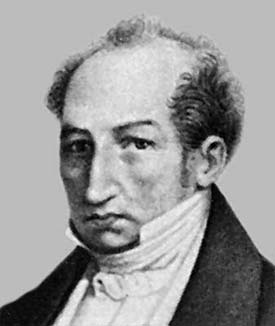
Giovanni Antonio Amedeo Plana

Giovanni Antonio Amedeo Plana (* 6. November 1781 in Voghera; † 20. Januar 1864 in Turin) war ein italienischer Astronom und Mathematiker.

## Leben und Wirken
1817 heiratete er Alessandra Lagrange, eine Nichte von Joseph-Louis Lagrange, dessen Student Plana um 1800 an der École polytechnique in Paris  war. Plana wirkte lange als Professor der Astronomie und Direktor der Osservatorio Astronomico di Torino (Sternwarte zu Turin) und als Senator.

## Ehrungen
1826 wurde Plana korrespondierendes und 1860 auswärtiges Mitglied der Académie des sciences. Als auswärtiges Mitglied gehörte er seit 1827 der Royal Society an, mit deren Copley-Medaille er 1834 ausgezeichnet wurde. 1832 wurde er in die American Academy of Arts and Sciences sowie zum korrespondierenden Mitglied der Preußischen Akademie der Wissenschaften gewählt. 1835 wurde er Ehrenmitglied (Honorary Fellow) der Royal Society of Edinburgh. Seit 1834 war er Mitglied der Académie royale de Bruxelles. 1837 wurde er zum auswärtigen Mitglied der Göttinger Akademie der Wissenschaften gewählt. Im Dezember 1839 wurde er als korrespondierendes Mitglied in die Russische Akademie der Wissenschaften in Sankt Petersburg aufgenommen und 1864 in die National Academy of Sciences gewählt. Außerdem wurde der Mondkrater Plana nach ihm benannt.

## Schriften (Auswahl)
- Théorie du mouvement de la lune. Turin 1832, 3 Bände. (Digitalisat: Band 1, Band 2, Band 3)